# Ủy ban Công tác Ngoại sự Trung ương Đảng Cộng sản Trung Quốc
Ủy ban Công tác Ngoại sự Trung ương (giản thể: 中央外事工作委员会; phồn thể: 中央外事工作委員會; bính âm: Zhōngyāng Wàishì Gōngzuò Wěiyuánhuì,, Hán Việt: "Trung ương ngoại sự công tác ủy viên hội"), tiền thân là Tiểu tổ Lãnh đạo Công tác ngoại sự trung ương.

## Lịch sử
Ngày 6 tháng 3 năm 1958, Quốc vụ viện Trung Quốc đề xuất thành lập "Tiểu tổ Ngoại sự trung ương " do Bộ trưởng Ngoại giao đứng đầu.
Thời Cách mạng Văn hóa, tổ công tác này bị bãi bỏ
Năm 1981, tiểu tổ lãnh đạo công tác Ngoại sự trung ương được tái lập, đứng đầu lúc này là Chủ tịch nước Lý Tiên Niệm, tổ phó là Ủy viên trưởng Vạn Lý.
Năm 2000, Tiểu Tổ Ngoại sự được kết hợp làm việc chung với một cơ quan khác là Tiểu Tổ lãnh đạo công tác an ninh quốc gia trung ương do Chủ tịch nước Giang Trạch Dân là Tổ trưởng.
Năm 2014, khi thành lập Ủy ban An ninh Quốc gia Trung ương, Tổ Ngoại sự không còn giữ lại Tổ An ninh quốc gia nữa.
Năm 2018, Tiểu Tổ lãnh đạo công tác Ngoại sự trung ương được nâng lên thành "Ủy ban Công tác Ngoại sự Trung ương" và có Văn phòng Ủy ban do 1 Ủy viên Bộ Chính trị làm Chủ nhiệm Văn phòng..

## Cơ cấu hiện nay
| Stt | Chức vụ       | Tên Hán-Việt     | Chức vụ khác                                                                                     |
| --- | ------------- | ---------------- | ------------------------------------------------------------------------------------------------ |
| 1   | Chủ nhiệm     | Tập Cận Bình     | Tổng Bí thư, Chủ tịch nước, Chủ tịch Quân ủy Trung ương                                          |
| 2   | Phó Chủ nhiệm | Lý Khắc Cường    | Ủy viên Thường vụ Bộ Chính trị, Thủ tướng Quốc vụ viện                                           |
| 3   | Ủy viên       | Vương Kỳ Sơn     | Phó Chủ tịch nước                                                                                |
| 4   | Ủy viên       | Vương Nghị       | Ủy viên Bộ Chính trị, Chủ nhiệm Văn phòng Ủy ban Công tác Ngoại sự Trung ương                    |
| 5   | Ủy viên       | Tần Cương        | Ủy viên Quốc vụ, Bộ trưởng Bộ Ngoại giao.                                                        |
| 6   | Ủy viên       | Tống Đào         | Trưởng ban Liên lạc đối ngoại Trung ương Đảng Cộng sản Trung Quốc                                |
| 7   | Ủy viên       | Hoàng Khôn Minh  | Ủy viên Bộ Chính trị, Bí thư Ban Bí thư Trung ương, Trưởng ban Tuyên truyền Trung ương           |
| 8   | Ủy viên       | Ngụy Phượng Hòa  | Ủy viên Quân ủy Trung ương, Ủy viên Quốc vụ, Bộ trưởng Bộ Quốc phòng                             |
| 9   | Ủy viên       | Vương Tiểu Hồng  | Ủy viên Quốc vụ, Bộ trưởng Bộ Công an                                                            |
| 10  | Ủy viên       | Trần Văn Thanh   | Bộ trưởng Bộ An ninh quốc gia                                                                    |
| 11  | Ủy viên       | Chung Sơn        | Bộ trưởng Bộ Thương mại                                                                          |
| 12  | Ủy viên       | Lưu Kiết Nhất    | Chủ nhiệm Văn phòng sự vụ Đài Loan Quốc vụ viện                                                  |
| 13  | Ủy viên       | Trương Hiểu Minh | Chủ nhiệm Văn phòng sự vụ Hồng Kông và Macao Quốc vụ viện                                        |
| 14  | Ủy viên       | Xu Lin           | Chủ nhiệm Văn phòng Thông tin Quốc vụ viện, Phó Trưởng ban Tuyên truyền Trung ương               |
| 15  | Ủy viên       | Hứa Hựu Thanh    | Chủ nhiệm Văn phòng Kiều vụ Quốc vụ viện, Phó Trưởng ban Công tác Mặt trận Thống nhất Trung ương |